# Xicheng, Youxi
Xicheng är en köping i sydöstra Kina. Den ligger i Youxi härad i staden Sanming i provinsen Fujian, omkring 120 kilometer väster om provinshuvudstaden Fuzhou. Antalet invånare är 42 258. Befolkningen består av 19 934 kvinnor och 22 324 män. Barn under 15 år utgör 15,0 %, vuxna 15-64 år 76 %, och äldre över 65 år 7,0 %.